# Урсула Карвен
Урсула Ганценмюллер (нар. 17 вересня 1964, Ульм), відома як Урсула Карвен — німецька акторка, письменниця, модель та інструкторка з йоги.

## Біографія
Урсула Ганценмюллер, пізніше відома під псевдонімом Урсула Карвен, народилася в Ульмі, земла Баден-Вюртемберг, 17 вересня 1964 року. Кілька років жила з сім'єю у Флориді, США, а пізніше жила на острові Майорка, Іспанія.
Дебютувала на великому екрані в 1984 році, у 20-річному віці, з участю у фільмі «Ein irres Feeling» режисера Ніколая Мюллершена.
У 1986 році вперше з'явилася на телебаченні в епізоді 13-го сезону телесеріалу «Деррік» під назвою «Очевидець» (нім. Der Augenzeuge). У 1989 році зіграла в телесеріалі «Rivalen der Rennbahn» роль Жаннет.
У 1994 році брала участь у телесеріалі «Elbflorenz» в ролі Каті Белінг.
У наступному році повернулася в кіно. Пізніше, у 2006, була зіркою телесеріалу «M.E.T.R.O. – Ein Team auf Leben und Tod», в ролі Катаріни Гансен.
У 2012, у віці 47 років, позувала для обкладинки «Playboy».
Наступного року знялася в телевізійному фільмі Nicht mit mir, Liebling в ролі Ніни фон дер Гейден.

## Особисте життя
У щлюбі з Джеймсом Вересом мала трьох синів: Крістофера (нар. 1994), Деніела (1997) і Ліама Таджа (2003).
У червні 2001 року 4-річний Даніель Карвен-Верес потонув, відвідуючи вечірку в особняку барабанщика Mötley Crüe Томмі Лі в Малібу в 2001 році. Карвен і Верес пред'явили Лі до суду на 10 мільйонів доларів, однак присяжні визнали Лі невинним.
Карвен почала займатися йогою у 30 років і опублікувала кілька книг і DVD-дисків, які пропагують і демонструють вправи йоги.
Крім акторської майстерності, Карвен продає власну лінію дитячих товарів і одяг для вагітних під назвою «Bellybutton». У 2010 році вона переїхала з Майорки в Берлін.